# Confrontos entre Corinthians e Internacional no futebol
Os confrontos entre Internacional e Corinthians constituem um importante clássico do futebol brasileiro. É uma das maiores rivalidades interestaduais do Brasil iniciada em 1976, quando os dois clubes realizaram a final do Campeonato Brasileiro, gerando um clima de hostilidade entre seus torcedores no Estádio Beira-Rio.

## História
A história do confronto entre esses dois grandes clubes do futebol brasileiro começou em 1945, mas precisamente em 4 de novembro, na cidade de São Paulo, no Estádio do Pacaembu, quando a equipe corintiana goleou os gaúchos por 4 a 1.
Já a primeira partida válida por um torneio oficial entre os dois clubes foi em 2 de abril de 1967, em jogo válido pelo Torneio Roberto Gomes Pedrosa. O Internacional, mesmo jogando na antiga casa gremista, empatou em 2 a 2 com o Corinthians.

## Estádios
|                   |  |                   |
| Estádio Beira-Rio |  | Neo Química Arena |

O Internacional possui o reformulado e ultra novíssimo Beira-rio Estádio Beira-Rio, que foi inaugurado oficialmente em 6 de abril de 1969, com capacidade oficial para 50 128 torcedores. Todas as melhorias, incluindo a cobertura total, foram no intuito de atualizar o Beira-Rio dentro dos padrões internacionais da FIFA para que estivesse apto a receber jogos da Copa do Mundo FIFA Copa do Mundo FIFA de 2014.
O Corinthians possui dois estádios, o Parque São Jorge com capacidade de 18 500 pessoas, e a moderna e novíssima Neo Química Arena com capacidade para 47 605 (oficial) espectadores. A mesma possui estrutura retangular de 267 por 228 metros e 43 metros de altura estádio tem dois edifícios: o principal, no lado oeste, e outro no lado leste.

## Jogos decisivos
Em decisões
- Em 1976, o Internacional conquistou o Campeonato Brasileiro sobre o Corinthians.
- Em 2009, o Corinthians conquistou a Copa do Brasil sobre o Internacional.

Em mata-matas
- Em 1992, o Internacional eliminou o Corinthians, nas oitavas de final da Copa do Brasil.
- Em 2017, o Internacional eliminou o Corinthians, na quarta fase da Copa do Brasil.

## Campeonato Brasileiro de 1976
Os dois clubes fizeram a final do Brasileirão de 1976. O Internacional era considerado favorito, pois tinha a melhor campanha e defendia o bicampeonato. Eram 7 vitórias e 1 derrota em 8 jogos, ficando na primeira posição. Na segunda fase, o time não perdeu, vencendo 4 jogos e empatando 1. Na terceira fase, seis vitórias e duas derrotas em oito jogos levaram o time, em primeiro lugar, às semifinais da competição. O Corinthians defendia seu primeiro título embalado por seus torcedores que haviam feito a "Invasão Corinthiana", na semifinal, contra o Fluminense, e o clima para a final do campeonato guardava muita expectativa por parte da Fiel.
O Internacional confirmou o favoritismo derrotando os alvinegros por 2 a 0, com gols anotados por Dario e Valdomiro, e se sagrou, pela segunda vez seguida, campeão brasileiro.
| 12 de dezembro | Internacional             | 2 – 0 | Corinthians | Beira-Rio, Porto Alegre                                       |
|                | Dario 29' · Valdomiro 57' |       |             | Público: 84,000 (70,727 pags) Árbitro: RJ José Roberto Wright |

Internacional: Manga; Cláudio, Figueroa, Marinho Peres e Vacaria; Caçapava, Falcão e Batista; Valdomiro, Dario e Lula; técnico: Rubens Minelli.
Corinthians: Tobias; Zé Maria, Moisés, Zé Eduardo e Wladmir; Givanildo, Ruço e Neca; Vaguinho, Geraldão e Romeu; técnico: Duque.

## Campeonato Brasileiro de 2005
Essa edição ficou marcada por um evento negativo. Apesar da 35ª edição do torneio se mostrar com emoções de sobra até as rodadas intermediárias, durante o campeonato o árbitro Edílson Pereira de Carvalho foi preso em uma operação da polícia por manipular resultados de jogos em que atuou para que empresários de sites de apostas pudessem lucrar mais.
Em uma decisão muito contestada e inédita em toda a história do futebol, o Presidente do Superior Tribunal de Justiça Desportiva (STJD), Luiz Zveiter, determinou a anulação dos 11 jogos apitados pelo árbitro envolvido nas acusações, ainda que não houvesse comprovação de fraude em todas as partidas apitadas por ele. O campeão daquele ano foi o Corinthians, que terminou 3 pontos à frente do 2º colocado, o Internacional. Se os resultados originais dos jogos tivessem sido mantidos, o Internacional poderia ter sido campeão, caso viesse a manter a dianteira da tabela.

## Copa do Brasil de 2009
A final da Copa do Brasil de Futebol de 2009 foi decidida por Corinthians e Internacional em duas partidas. O primeiro duelo ocorreu no dia 17 de junho de 2009, no Estádio do Pacaembu, em São Paulo. Já o segundo confronto aconteceu no dia 1 de julho de 2009, no Estádio Beira-Rio, em Porto Alegre. Em caso de empate de pontos após os dois confrontos, o primeiro critério de desempate seria o saldo de gols obtido nos duelos. Caso as equipes empatassem no saldo de gols, o seguinte critério de desempate era número de gols marcados como visitante. Persistindo a igualdade, a definição do campeão iria para a cobrança de penalidades.
Na primeira partida, os paulistas venceram por 2 a 0. Novamente, houve polêmica. O ex-presidente colorado Fernando Carvalho mostrou um DVD com uma série de erros que teriam favorecido o Corinthians no decorrer da competição, incluindo lances da primeira final. Muitos dirigentes da equipe alvinegra condenaram tal atitude, que não impediu que a equipe levasse o título depois de outra grande exibição frente ao time colorado, chegando a estar vencendo o jogo por 2 a 0 em pleno Gigante Beira-Rio, no primeiro tempo de jogo.
Esta segunda partida acabaria em um empate pelo placar de 2 a 2, que resultou na conquista do título para os paulistanos, aumentando ainda mais a rivalidade.

### Primeiro jogo
| 17 de junho de 2009 | Corinthians                      | 2 – 0 | Internacional | Estádio do Pacaembu, São Paulo               |
| 21:50               | Jorge Henrique 26' · Ronaldo 53' |       |               | Público: 36,614 Árbitro: Heber Roberto Lopes |

### Segundo jogo
| 1 de julho de 2009 | Internacional       | 2 – 2 | Corinthians                           | Estádio Beira-Rio, Porto Alegre                  |
| 21:50              | Alecsandro 69', 74' |       | Jorge Henrique 23' · André Santos 27' | Público: 50,286 Árbitro: Ricardo Marques Ribeiro |

## Campeonato Brasileiro de 2020
O Campeonato Brasileiro de 2020 teve como decisiva sua última rodada, onde o Flamengo e o Internacional disputavam o primeiro lugar da competição. Na 38ª rodada o Flamengo enfrentaria o São Paulo e o Internacional por sua vez enfrentaria o Corinthians. O Internacional necessitava de uma vitória sobre o Corinthians e que o Flamengo perdesse ou empatasse o jogo no Morumbi contra o São Paulo. O confronto entre Flamengo e São Paulo terminou em 2x1 para o São Paulo, assim o Internacional precisaria apenas da vitória sobre o Corinthians, o que não veio a acontecer. Na partida, o Internacional teve dois gols anulados, um pênalti anulado e grandes defesas do goleiro Cássio do Corinthians, o Corinthians conseguiu segurar o Internacional com um placar de 0x0, o que acabou por fazer o Internacional terminar a competição em 2º lugar. o Flamengo, por sua vez, venceu seu 7º titulo brasileiro, o segundo consecutivo.
| 25 de Fevereiro de 2021 | Internacional | 0 – 0 | Corinthians | Estádio Beira-Rio, Porto Alegre |
| 21:30                   |               |       |             | Árbitro: Wilton Pereira Sampaio |

## Rivalidade
Provocações e hostilidades mútuas são comuns entre torcedores de Corinthians e Internacional.

### Antecedentes
O primeiro confronte relevante entre as equipes é a Final do Campeonato Brasileiro de 1976, ocasião aonde apesar do grande favoritismo dos Colorados, os Alvinegros buscavam voltar a conquistar um título, algo que não acontecia oficialmente desde 1954. O resultado tendeu aos favoritos gaúchos, e o coube aos paulistas esperarem mais um ano para saírem do jejum e mais 14 anos para voltarem a uma decisão de Brasileirão.
Já no ano seguinte, os clubes se enfrentaram pela fase de grupos da Copa Libertadores da América de 1977. Onde mais uma vez o Inter levou a melhor, já que nos dois confrontos realizados os gaúchos ganharam em casa e empataram fora, conquistando 3 pontos sobre os paulistas (a vitória valia 2 pontos). Embora importante estes confrontos raramente são lembrados por torcedores e imprensa, muito devido à baixa importância dada para a Libertadores, pelos clubes brasileiros na época e o fato de que ambos os clubes focaram muito em seus respectivos campeonatos estaduais, aos quais o Corinthians conquistou o seu, e o Internacional disputando ponto a ponto até que o campeonato terminou empatado com o time empatando com o rival Grêmio em todos os critérios, forçando um jogo extra onde o Inter perdeu sua hegemonia de 8 títulos seguidos.
Outro confronto decisivo ocorrera na Copa do Brasil de 1992, com vitória do Inter, onde aplicou sua maior vitória sobre o Corinthians, vencendo por 4x0 em pleno Pacaembu. A vitória expressiva já no primeiro jogo, desmobilizou o segundo onde o placar permaneceu 0x0. Após a classificação o Inter rumou ao título.
Embora já com muita história, o jogo Corinthians x Internacional, não significava mais que um mero confronto entre times gigantes, o que aliás sempre ocorreu no futebol brasileiro. Porém a partir de 2005 a rivalidade explodiu a níveis antes inimagináveis, e por ser constantemente alimentada mutuamente, cresceu a ponto de ser uma das maiores e mais importantes do Brasil.

### Campeonato Brasileiro de 2005
O Corinthians começou o campeonato como um dos favoritos ao título, devido aos enormes investimentos realizados pela MSI. Embora tenha começado mal, o Timão não tardou em se recuperar e chegar ao topo, região da tabela que não mais sairia.
Já o Internacional vinha de um ano de recuperação, após um ano de 2004 discreto, o colorado apostava na volta de Muricy Ramalho que na época era ainda um treinador aposta.
Após a saída do técnico Márcio Bittencourt, o Corinthians começou a tropeçar e o Inter começou a chegar, de modo que na 40ª rodada (42ª no total), o Inter chegava a apenas 3 pontos de distancia do líder, ou seja, se vencesse o jogo, passaria o Corinthians faltando apenas 2 jogos para o fim do campeonato.
O jogo estava em 1x1, já no segundo tempo, quando o jogador Tinga do Inter é derrubado na área por Fábio Costa o goleiro do Corinthians. O juiz da partida, Márcio Rezende de Freitas, não deu o pênalti, como deu cartão amarelo para Tinga por simulação, o que acarretou na expulsão do jogador.  
Além disso, o campeonato de 2005 foi marcado pela Máfia do Apito, onde o ex-árbitro Edílson Pereira de Carvalho vendia resultado e jogos. O Corinthians teve dois jogos apitados e adulterados pelo árbitro, sendo eles a derrota para o Santos por 4x2 e a derrota para o São Paulo por 3x2. Estes dois jogos, assim como outras 9 partidas, foram anuladas e remarcadas. Com os novos jogos o Corinthians bateu o Santos por 3x2 e empatou com o São Paulo por 1x1. O Internacional não participou de nenhum jogo anulado.
Sendo assim o resultado final do campeonato foi com o Corinthians a 81 pontos e o Inter com 78. O clube gaúcho se fosse campeão sairia de um jejum que na época perdurava por 25 anos sem títulos Brasileiros e 13 anos sem títulos que não fossem o Estadual.

### Rebaixamento do Corinthians em 2007
No Brasileirão de 2007 o Corinthians terminaria rebaixado e por coincidência do destino, o Internacional tem relação direta com o fato. Antes da última rodada o Corinthians possuía 43 pontos, contra 42 do Goiás, e estava na 16ª posição. O Corinthians jogaria contra o Grêmio no Olímpico e o Goiás receberia justamente o Inter no Serra Dourada.
A torcida colorada chegou a fazer manifestações pedindo que o time perdesse para o Goiás, o que acabou acontecendo. Isto somado ao empate do Corinthians em Porto Alegre culminou no rebaixamento do alvinegro.
Contudo o fato que mais irrita os corintianos é o pênalti que deu a vitória ao Goiás, que foi batido três vezes, sob a alegação de que o goleiro Clemer havia adiantado na defesa.

### Copa do Brasil de 2009
No ano de 2009 o Internacional completaria seu centenário e o Corinthians acabara de voltar da Segunda Divisão e havia montado um time muito competitivo liderado por Ronaldo Fenômeno.
Os times se enfrentaram pela final da Copa do Brasil daquele ano após o realização do primeiro jogo da final, o então vice-presidente de futebol do time gaúcho entregou um DVD para a CBF onde estariam demonstrados todos os erros de arbitragem que teriam favorecido o Corinthians durante a competição, incluindo lances da primeira final.
Tal incidente inflamou o Corinthians que acabou sendo campeão após um 2x2 onde o Inter só fez os gols no fim do jogo. Durante o jogo também tiveram cenas lamentáveis em campo, que culminaram na expulsão de D'Alessandro após briga com o zagueiro Willian, que literalmente foge da briga. Os técnicos também foram expulsos.
Após esta final, é comum que o Corinthians provoque o Internacional após vitórias, pedindo para "Por no DVD".

### Campeonato Brasileiro de 2009
O Internacional poderia ter terminado a penúltima rodada do Campeonato Brasileiro de 2009 na liderança, se não fosse a vitória do Flamengo sobre o Corinthians em jogo realizado no Brinco de Ouro em Campinas.
Era um jogo onde o Corinthians estava extremamente desmobilizado, por já não ter chances de título ou rebaixamento e já estar classificado para a Libertadores, mas além disso, eventual vitória corintiana, favoreceria além do próprio Inter, o Palmeiras e o São Paulo, circunstância que fez muitos torcedores não se importarem com eventual derrota.
A partida terminou 2x0 para o Flamengo e teve um lance polêmico. Um pênalti onde o goleiro Felipe pede a Leo Moura para bater em certo canto, o que o artilheiro "atende", mas o goleiro em si ficou parado. O jogo já estava 1x0 e nos 48 minutos do segundo tempo quando tal lance aconteceu, mas já serviu de estimulo para os rivais dizerem que o Corinthians entregou o jogo. O Inter terminou vice-campeão. 

### "Põe no DVD"
No Campeonato Brasileiro de 2014, o Corinthians foi julgado pela suposta escalação irregular do jogador Petros, durante um jogo contra o Coritiba, ao qual terminou em empate. Caso fosse condenado, perderia o ponto conquistado mais 3, como manda a regra. Brigando ponto a ponto com o Corinthians por vaga na Libertadores, o Inter era o mais interessado na condenação e protestou contra a absolvição do alvinegro. 
Após o incidente o Corinthians provocou o Inter pedindo que adicionasse o julgamento ao "DVD". Está foi a primeira provocação pública e institucional do Corinthians ao seu mais novo arquirrival.
No ano seguinte, durante o Campeonato Brasileiro de 2015, após o clássico do primeiro turno, onde o Corinthians venceu o Inter por 2x1 na Neo Química Arena, o público em geral se surpreendeu com o Telão do estádio promovendo a hashtag #poenodvd. A provocação gerou polêmica por se tratar ou não de desrespeito, chegando ao ponto do então presidente do Corinthians, Roberto de Andrade, dizendo que não havia sido informado sobre o que aconteceria.

### Rebaixamento do Inter em 2016
O ano de 2016 prometia muito para o Internacional, mas aos poucos foi virando um pesadelo, que culminou com seu rebaixamento. Na 36ª rodada, o Corinthians receberia o Inter que precisava pontuar para tentar escapar. O clima de revanche por 2007 veio a tona e mobilizou os corintianos em todo o país.
O jogo terminou em 1x0 para os paulistas, com o gol sendo de um pênalti polêmico, que revoltou os colorados. O Inter não foi rebaixado neste jogo, mas o ponto perdido fez falta para os gaúchos entrarem nos dois jogos finais.

### Copa do Brasil de 2017
Em 2017 mesmo com o Inter na Série B, os dois clubes puderam manter a regularidade do clássico, ao se enfrentarem na Copa do Brasil. Embora a fase ainda fosse relativamente inicial, a vitória nos pênaltis em São Paulo foi muito satisfatória ao Inter, trazendo a moral de volta aos gaúchos que estavam passando por momentos difíceis.
Meses mais tarde o Corinthians se consagraria campeão Brasileiro, o que só aumenta o feito daquele time do Inter.

### Campeonato Brasileiro de 2020
Em 2020 o Internacional chega na última rodada com chances reais de quebrar seu jejum de títulos brasileiros que perdurava desde 1979. Na última rodada receberia o Corinthians precisando vencer para ficar com a taça, além de torcer para um tropeço do Flamengo contra o São Paulo no Morumbi.
O tricolor paulista venceu o rubro-negro por 2x1, mas a vitória colorada não veio e mesmo com grande atuação do gaúchos o destaque da partida foi o goleiro Cássio. Um gol anulado nos acréscimos da partida determinou o 0x0 para a tristeza e muita provocação dos paulistas.  

## Estatísticas
20 de agosto de 2023
| Número de jogos                  | 95  |
| Vitórias do Corinthians          | 32  |
| Empates                          | 40  |
| Vitórias do Internacional        | 25  |
| Gols marcados pelo Corinthians   | 104 |
| Gols marcados pelo Internacional | 96  |
| Total de gols                    | 208 |

Campeonato Brasileiro
Pelo Campeonato Brasileiro Unificado foram 71 jogos, com 24 vitórias do Corinthians, 16 do Internacional e 31 empates, 78 gols a favor do Corinthians e 73 a favor do Internacional.
O Estádio Beira-Rio foi o palco que mais recebeu partidas entre as equipes pelo Brasileirão, foram realizados 31 jogos, com 10 vitórias do Inter (mandante), 6 vitórias do Corinthians (visitante) e 15 empates, o Inter marcou 39 gols e o Corinthians assinalou por 31 vezes.
Já o Estádio do Pacaembu foi o palco que mais recebeu este confronto no Estado de São Paulo pelo Brasileirão, foram realizados 23 jogos, com 11 vitórias do Corinthians (mandante), 5 vitórias do Inter (visitante) e 7 empates, o Corinthians marcou 26 gols e o Inter assinalou por 19 vezes.

### Maiores públicos
| Nº | Público | Mandante      | Placar | Visitante     | Estádio   | Data                   | Competição                    |
| -- | ------- | ------------- | ------ | ------------- | --------- | ---------------------- | ----------------------------- |
| 1  | 120 700 | Corinthians   | 2 – 1  | Internacional | Morumbi   | 21 de novembro de 1976 | Campeonato Brasileiro de 1976 |
| 2  | 94 599  | Corinthians   | 1 – 1  | Internacional | Morumbi   | 3 de abril de 1977     | Copa Libertadores de 1977     |
| 3  | 84 000  | Internacional | 2 – 0  | Corinthians   | Beira-Rio | 12 de dezembro de 1976 | Campeonato Brasileiro de 1976 |

### Maiores goleadas
Essas são as maiores goleadas aplicadas por cada lado:
- Internacional sobre o Corinthians

Copa do Brasil
| 9 de outubro de 1992 | Internacional                             | 4 – 0 | Corinthians | Estádio do Pacaembu |
|                      | Márcio Bittencourt, Maurício e Gérson (2) |       |             |                     |

- Corinthians sobre o Internacional

Amistoso
| 4 de novembro de 1945 | Corinthians               | 4 – 1 | Internacional | Estádio do Pacaembu |
|                       | Nino, Pipi e Servílio (2) |       |               |                     |

## Confrontos
| Data                   | Torneio        | Estádio           | Casa          | Placar | Visitante     | Gols (Casa)                                 | Gols (Visitante)                    |
| ---------------------- | -------------- | ----------------- | ------------- | ------ | ------------- | ------------------------------------------- | ----------------------------------- |
| 3 de junho de 2010     | Série A        | Pacaembu          | Corinthians   | 2–0    | Internacional | Roberto Carlos 37', Iarley 53'              |                                     |
| 26 de setembro de 2010 | Série A        | Beira Rio         | Internacional | 3–2    | Corinthians   | Tinga 29', Alecsandro 77', Andrézinho 90+3' | Jorge Henrique 65', Bruno César 90' |
| 14 de julho de 2011    | Série A        | Pacaembu          | Corinthians   | 1–0    | Internacional | Willian 76'                                 |                                     |
| 23 de outubro de 2011  | Série A        | Beira Rio         | Internacional | 1–1    | Corinthians   | Nei 66'                                     | Alex 88'                            |
| 16 de agosto de 2012   | Série A        | Pacaembu          | Corinthians   | 1–0    | Internacional | Paulo André 68'                             |                                     |
| 18 de novembro de 2012 | Série A        | Beira Rio         | Internacional | 0–2    | Corinthians   |                                             | Paolo Guerrero 45+2', Edenílson 90' |
| 4 de setembro de 2013  | Série A        | Estádio do Vale   | Internacional | 1–0    | Corinthians   | Andrés D'Alessandro 53'                     |                                     |
| 30 de novembro de 2013 | Série A        | Pacaembu          | Corinthians   | 0–0    | Internacional |                                             |                                     |
| 17 de julho de 2014    | Série A        | Arena Corinthians | Corinthians   | 2–1    | Internacional | Paolo Guerrero 6', Fágner 9'                | Cláudio Winck 90'                   |
| 19 de outubro de 2014  | Série A        | Beira Rio         | Internacional | 1–2    | Corinthians   | Nilmar 72'                                  | Paolo Guerrero 3', Gil 45+8'        |
| 13 de junho de 2015    | Série A        | Arena Corinthians | Corinthians   | 2–1    | Internacional | Jadson 50', Vagner Love 66'                 | Nilmar 40'                          |
| 16 de setembro de 2015 | Série A        | Beira Rio         | Internacional | 2–1    | Corinthians   | Réver 37', Valdívia 73'                     | Malcom 18'                          |
| 31 de julho de 2016    | Série A        | Beira Rio         | Internacional | 0–1    | Corinthians   |                                             | Elias 41'                           |
| 21 de novembro de 2016 | Série A        | Arena Corinthians | Corinthians   | 1–0    | Internacional | Marlone 56' (pen)                           |                                     |
| 12 de abril de 2017    | Copa do Brasil | Beira Rio         | Internacional | 1–1    | Corinthians   | Rodrigo Dourado 57'                         | Ángel Romero 53'                    |
| 19 de abril de 2017    | Copa do Brasil | Arena Corinthians | Corinthians   | 1–1    | Internacional | Maycon 8'                                   | Nico López 72'                      |
| 27 de maio de 2018     | Série A        | Beira Rio         | Internacional | 2–1    | Corinthians   | Leandro Damião 64', Rossi 90+2'             | Mateus Vital 5'                     |
| 23 de novembro de 2018 | Série A        | Arena Corinthians | Corinthians   | 1–1    | Internacional | Douglas 50'                                 | Leandro Damião 45'                  |
| 11 de agosto de 2019   | Série A        | Beira Rio         | Internacional | 0–0    | Corinthians   |                                             |                                     |
| 17 de novembro de 2019 | Série A        | Arena Corinthians | Corinthians   | 0–0    | Internacional |                                             |                                     |

| Data                    | Torneio | Estádio           | Casa          | Placar | Visitante     | Gols (Casa)                            | Gols (Visitante)                              |
| ----------------------- | ------- | ----------------- | ------------- | ------ | ------------- | -------------------------------------- | --------------------------------------------- |
| 31 de outubro de 2020   | Série A | Neo Química Arena | Corinthians   | 1-0    | Internacional | Matheus Davó 33'                       |                                               |
| 25 de fevereiro de 2021 | Série A | Beira Rio         | Internacional | 0-0    | Corinthians   |                                        |                                               |
| 3 de julho de 2021      | Série A | Neo Química Arena | Corinthians   | 1-1    | Internacional | Jô 80'                                 | Edenílson 40' (pen)                           |
| 24 de outubro de 2021   | Série A | Beira Rio         | Internacional | 2-2    | Corinthians   | Rodrigo Lindoso 9', Gustavo Maia 90+3' | Giuliano 61', Fábio Santos 67' (pen)          |
| 14 de maio de 2022      | Série A | Beira Rio         | Internacional | 2-2    | Corinthians   | Raul Gustavo 29', Jô 64'               | Alan Patrick 23', Wanderson 44'               |
| 4 de setembro de 2022   | Série A | Neo Química Arena | Corinthians   | 2-2    | Internacional | Fabián Balbuena 13', Yuri Alberto 19'  | Alemão 23', Alan Patrick 67'                  |
| 5 de agosto de 2023     | Série A | Beira Rio         | Internacional | 2-2    | Corinthians   | Bruno Henrique 17', Luiz Adriano 90+9' | Renato Augusto 13', Fábio Santos 86' (pen)    |
| 2 de dezembro de 2023   | Série A | Neo Química Arena | Corinthians   | 1-2    | Internacional | Ángel Romero 58'                       | Maurício 35', Wanderson 66'                   |
| 19 de junho de 2024     | Série A | Orlando Scarpelli | Internacional | 1-0    | Corinthians   | Wesley 42'                             |                                               |
| 5 de outubro de 2024    | Série A | Neo Química Arena | Corinthians   | 2-2    | Internacional | Yuri Alberto 3', 73' (pen)             | Alexandro Bernabéi 17', Ricardo Mathias 90+4' |

Último confronto
| 5 de outubro | Corinthians                | 2 - 2 | Internacional                                  | Neo Química Arena, São Paulo                          |
| 19:00        | Yuri Alberto 3', 73' (pen) |       | 17' Alexandro Bernabéi · 90+4' Ricardo Mathias | Público: 44 597 Árbitro: PR Lucas Paulo Torezin (CBF) |

| G            | 1  | Hugo Souza       |       |     |
| LD           | 2  | Matheuzinho      |       |     |
| Z            | 13 | Gustavo Henrique |       |     |
| Z            | 25 | Cacá             | 62'   |     |
| LE           | 21 | Matheus Bidu     | 45+1' | 85' |
| V            | 27 | Breno Bidon      | 54'   | 90' |
| V            | 70 | José Martínez    |       | 89' |
| M            | 10 | Rodrigo Garro    |       |     |
| M            | 19 | André Carrillo   | 44'   | 77' |
| A            | 9  | Yuri Alberto     | 74'   |     |
| A            | 94 | Memphis Depay    | 74'   | 84' |
| Substitutos: |    |                  |       |     |
| G            | 32 | Matheus Donelli  |       |     |
| LD           | 35 | Léo Maná         |       |     |
| Z            | 3  | Félix Torres     |       | 89' |
| Z            | 4  | Caetano          |       |     |
| LE           | 46 | Hugo             |       | 85' |
| V            | 8  | Charles          |       | 77' |
| V            | 14 | Raniele          |       | 90' |
| M            | 77 | Igor Coronado    |       | 84' |
| A            | 16 | Pedro Henrique   |       |     |
| A            | 17 | Giovane          |       |     |
| A            | 20 | Pedro Raul       |       |     |
| A            | 22 | Héctor Hernandéz |       |     |
| Técnico:     |    |                  |       |     |
| Ramón Díaz   |    |                  |       |     |

| G             | 1  | Sergio Rochet      |       |     |
| LD            | 15 | Bruno Gomes        |       |     |
| Z             | 20 | Clayton Sampaio    | 53'   |     |
| Z             | 44 | Vitão              |       |     |
| LE            | 26 | Alexandro Bernabéi | 69'   |     |
| V             | 29 | Thiago Maia        | 41'   | 75' |
| V             | 40 | Rômulo             |       | 86' |
| M             | 10 | Alan Patrick       |       |     |
| M             | 21 | Wesley             |       | 81' |
| M             | 34 | Gabriel Carvalho   |       | 75' |
| A             | 13 | Enner Valencia     |       | 81' |
| Substitutos:  |    |                    |       |     |
| G             | 24 | Anthoni            |       |     |
| LD            | 23 | Nathan             |       |     |
| LD            | 35 | Braian Aguirre     |       |     |
| Z             | 41 | Victor Gabriel     |       |     |
| LE            | 6  | Renê               |       |     |
| V             | 8  | Bruno Henrique     |       | 75' |
| M             | 7  | Hyoran             |       |     |
| M             | 39 | Luis Otávio        |       |     |
| M             | 47 | Gustavo Prado      |       | 75' |
| A             | 11 | Wanderson          |       | 81' |
| A             | 31 | Lucas Alario       |       | 86' |
| A             | 49 | Ricardo Mathias    | 90+5' | 81' |
| Técnico:      |    |                    |       |     |
| Roger Machado |    |                    |       |     |